# Macleania
Macleania es un género  de plantas fanerógamas perteneciente a la familia Ericaceae.  Comprende 83 especies descritas y de estas, solo 28 aceptadas.

## Descripción
Son arbustos epífitos o terrestres. Hojas alternas, pecioladas, coriáceas, pinnatinervias o plinervias. Inflorescencias subfasciculadas o racemosas, axilares o terminales, con pocas a numerosas flores, pedicelos bibracteolados, bractéolas caducas; hipanto articulado con el pedicelo, cilíndrico o campanulado; limbo del cáliz erecto y patente, (3–) 5-lobado, lobos subagudos y triangulares; corola subcilíndrica o alargada urceolada, 5-partida, lobos triangulares, agudos a subagudos; estambres generalmente 10, iguales, generalmente más o menos la mitad del largo que la corola, filamentos libres o connados, anteras fuertes con tecas fuertemente granulosas, túbulos casi del mismo largo que los sacos de las anteras, o lateralmente connados o fusionados para formar un túbulo simple, rara vez completamente libres, abriéndose por hendeduras alargadas libres o fusionadas, introrsas; estilo filiforme y más o menos del mismo largo que la corola o más largo, ovario 5-locular. Fruto una baya con numerosas semillas pequeñas.

## Taxonomía
El género  fue descrito por William Jackson Hooker y publicado en Icones Plantarum 2: t. 109. 1837. La especie tipo es: Macleania floribunda Hook..

## Especies seleccionadas
- Macleania alata
- Macleania alpicola
- Macleania amplexicaulis
- Macleania angulata
- Macleania antioquiae
- Macleania arcuata
- Macleania attenuata
- Macleania cordifolia
- Macleania floribunda
- Macleania insignis
- Macleania loeseneriana
- Macleania rupestris